# Fredas
Fredas (em latim: Phredas) foi um oficial bizantino do século VI, ativo na prefeitura pretoriana da África durante o reinado do imperador Justiniano (r. 527–565). Amigo do senador Areobindo, aparece em março de 546, quando foi enviado para inquirir Guntárico acerca de sua revolta em Cartago. Ao retornar, informou Areobindo que Guntárico não pretendia desistir de seu plano, o que compeliu o primeiro a reunir suas tropas e marchar contra ele.